# Municipio de Argentine (Míchigan)
El municipio de Argentine (en inglés: Argentine Township) es un municipio ubicado en el condado de Genesee en el estado estadounidense de Míchigan. En el año 2010 tenía una población de 6913 habitantes y una densidad poblacional de 73,52 personas por km².

## Geografía
El municipio de Argentine se encuentra ubicado en las coordenadas 42°49′57″N 83°51′51″O / 42.83250, -83.86417. Según la Oficina del Censo de los Estados Unidos, el municipio tiene una superficie total de 94.03 km², de la cual 89.75 km² corresponden a tierra firme y (4.56%) 4.29 km² es agua.

## Demografía
Según el censo de 2010, había 6913 personas residiendo en el municipio de Argentine. La densidad de población era de 73,52 hab./km². De los 6913 habitantes, el municipio de Argentine estaba compuesto por el 97.73% blancos, el 0.27% eran afroamericanos, el 0.35% eran amerindios, el 0.13% eran asiáticos, el 0.03% eran isleños del Pacífico, el 0.25% eran de otras razas y el 1.24% pertenecían a dos o más razas. Del total de la población el 1.37% eran hispanos o latinos de cualquier raza.